# 松本米子
松本米子（日语：／ Matsumoto Yonago；1905年—1986年5月23日），日本仙台市人。她是中國数学家苏步青的妻子，为苏步青在日本留学时的老师松本教授之女。

## 生平
1931年，随苏步青来到中国杭州。松本米子在1953年入中華人民共和国国籍，改名苏松本，成为第一批加入中华人民共和国国籍的日本人。1986年5月23日，苏松本在上海病逝。